# 20 mars 2012
Le mardi 20 mars 2012 est le 80e jour de l'année 2012.

## Décès
- Bernard Zadi Zaourou (né en 1938), enseignant universitaire, homme politique et écrivain ivoirien
- Burton Chenet (né le 22 janvier 1958), peintre haïtien
- John Francis (né en 1924), professeur écossais, auteur en espéranto

## Événements
- Création de la chaîne de télévision Al Janoubia TV
- Création du parti politique albanais Alliance Rouge et Noire
- Sortie du jeu vidéo Ninja Gaiden 3
- Sortie de la chanson No Church in the Wild des rappeurs Jay-Z et Kanye West
- Sortie de l'album Ode du pianiste de jazz américain Brad Mehldau
- Sortie de la chanson Primadonna de Marina and the Diamonds
- Sortie du jeu vidéo Resident Evil: Operation Raccoon City
- Création de la chaîne de télévision tunisienne TWT
- Fin de la série télévisée The River
- Création de la chaîne de télévision tunisienne Tunisna TV
- Sortie de l'album Unexpected Arrival de Diggy Simmons
- Publication du livre Why Nations Fail de Daron Acemoglu